# Eugeniusz Pietrasik
Eugeniusz Pietrasik (ur. 30 grudnia 1947, zm. 20 lipca 1996 w Atlancie) – polski działacz sportowy, wiceprezes Polskiego Komitetu Olimpijskiego, wiceprezes Urzędu Kultury Fizycznej i Turystyki, prezes Polskiej Fundacji Olimpijskiej.
Został szefem polskiej misji olimpijskiej na Letnie Igrzyska Olimpijskie 1996 zorganizowane w amerykańskiej Atlancie. Podczas ceremonii otwarcia igrzysk 20 lipca 1996 wkroczył na czele polskiej ekipy na stadion olimpijski, a po ustawieniu się na płycie obiektu zasłabł i pomimo prowadzonej reanimacji zmarł po przewiezieniu do szpitala.
Został pochowany na Cmentarzu Wojskowym na Powązkach w Warszawie (kwatera A3 tuje-2-17). Postanowieniem prezydenta RP Aleksandra Kwaśniewskiego z 1 sierpnia 1996 został odznaczony pośmiertnie Krzyżem Komandorskim Orderu Odrodzenia Polski w uznaniu wybitnych zasług w działalności na rzecz rozwoju sportu, za propagowanie idei olimpijskiej.